# Roberto Pucci

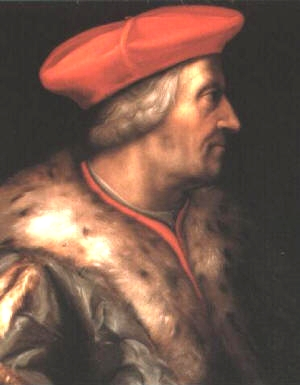
Kardinal Roberto Pucci (Gemälde des 16. Jhd.)

Roberto Pucci (* 29. Mai 1464 in Florenz; † 17. Januar 1547 in Rom) war ein Kardinal der Römischen Kirche.

## Leben
Roberto Pucci war der Bruder des Kardinals Lorenzo Pucci und Onkel des Kardinals Antonio Pucci. Er war verheiratet mit Bianca Lenzi († 1526) und hatte mit ihr drei Söhne und eine Tochter. Er trat als Witwer und Vater von vier Kindern in den geistlichen Stand ein, nachdem er in der Stadtregierung von Florenz hohe Ämter innegehabt hatte, unter anderem als Senator. Er wurde am 8. August 1541 Bischof von Pistoia, nachdem sein Neffe Antonio für ihn von diesem Sitz den Abschied genommen hatte.
Roberto Pucci wurde am 2. Juni 1542 von Papst Paul III. zum Kardinalat erhoben. Er erhielt als Kardinalpriester die Titelkirche Santi Nereo e Achilleo in der er am 12. Juni d. J. installiert wurde. Im Oktober 1544 wechselte der Kardinal zur Titelkirche Santi Quattro Coronati. Von Ende März 1545 bis zu seinem Tod war Pucci Kardinalgroßpönitentiar der Kirche. Im Dezember 1546 wurde er noch zum Bischof von Melfi und Rapolla ernannt, starb aber noch vor seiner Bischofsweihe.
Kardinal Pucci wurde in der Kirche Santa Maria sopra Minerva in Rom bestattet, am Fuße des Grabmals seines Bruders, Kardinal Lorenzo Pucci.